# Моузис Малоун
Моузис Юджийн Малоун (на английски: Moses Eugene Malone; роден на 23 март 1955 г. в Питърсбърг, Вирджиния, САЩ – починал на 13 септември 2015 г. в Норфолк, Вирджиния, САЩ) е бивш американски баскетболист, сред най-добрите центрове за всички времена в историята на НБА.
Независимо че е висок едва 208 см, Малоун е може би най-добрият борец под кошовете (където конкурент може да му бъде само Денис Родман) и безспорно най-добрият такъв при борбите в нападение. Шампион на НБА с Филаделфия 76ърс през 1983 г., три пъти избиран за най-полезен играч в лигата (МVР), Малоун е може би най-успешният баскетболист, който пробива в лигата направо от училищната скамейка повече от десетилетие по-рано от Шон Кемп, Коби Брайънт и Леброн Джеймс.

## Кариера
През 1974 г. Малоун завършва гимназия и е пред постъпване в Университета на Мериленд, но междувременно е избран в драфта на Американската баскетболна асоциация (АБА) от Юта Старс и става един от първите баскетболисти, които стават професионалисти директно след училище. За два сезона в АБА Малоун постига средно по 17.2 точки и 12.9 борби на мач с отборите на Юта и Сейнт Луис.

### Хюстън Рокетс
През 1976 г. НБА и АБА се сливат и Малоун е избран в извънредния драфт от Портланд Трейл Блейзърс, но веднага е трансфериран в Бъфало Брейвс. Само след два мача с екипа на Бъфало Малоун е изпратен в Хюстън Рокетс. В първия си сезон в НБА Малоун постига 13.2 точки и 13.1 борби средно на мач, като поставя нов рекорд за най-много овладени борби в нападение (437 борби, като предишния рекорд е 365 борби на Пол Силас). Водени от Малоун (18.8 точки и 16.9 борби средно на мач в плейофите) и Калвъни Мърфи и Руди Томянович Ракетите достигат до финалите на Източната конференция, където отстъпват с 2 – 4 преди Филаделфия 76 на Джулиус Ървинг.
Вторият сезон на Малоун в лигата свършва преждевременно, след като чупи десния си крак и пропуска последните 22 срещи от редовния сезон. Независимо от това Малоун отново е най-добър борец в нападение (380 борби) и втори в лигата с 15 борби средно на мач (първи с 15.9 борби е Леонард „Камиона“ Робинсън). През този сезон Малоун е избран да играе в Мача на звездите като това е първото му участие от общо 12 поредни такива.
През сезон 1978 – 79, едва на 24 години, Малоун е избран за най-полезен играч в лигата (МVР), след като постига 24.8 точки и 17.6 борби средно на мач. Този сезон Малоун поставя и настоящия рекорд на НБА за най-много борби в нападение (587). На 9 февруари 1979 г. в мач срещу Юта Джаз Ню Орлийнс Джаз той постига и личния си рекорд по овладени топки – 37. Независимо от невероятното представяне на Малоун (49 точки и 41 борби в два мача) Хюстън губи в първия кръг на плейофите от Атланта Хоукс с 0 – 2.
През следващия сезон Малоун постига 25.8 точки и 14.5 борби средно на мач, а в първия кръг на плейофите Хюстън побеждава Сан Антонио Спърс с 2 – 1 победи (в решителната трета среща Малоун отбелязва 37 точки и овладява 20 борби при победата със 141 – 120). В следващия кръг обаче Ракетите са пометени с 0 – 4 от Бостън Селтикс, водени от новобранеца Лари Бърд.
През 1981 г. Малоун (26.8 точки и 14.5 борби средно на мач през редовния сезон) извежда Хюстън до финалите на НБА, където обаче Ракетите отново са победени от Бостън (2 – 4).
През сезон 1981 – 82 Малоун е избран за втори път в кариерата си за най-полезен играч в лигата, след като постига 31.1 точки (втори в лигата след Джордж Джървин) и 14.7 борби средно на мач (първи). В плейофите обаче Хюстън отстъпва още в първия кръг пред Сиатъл Суперсоникс с 1 – 2.

### Филаделфия
През 1982 г. Хюстън трансферира Малоун във Филаделфия, където вече има изграден сериозен отбор воден от Д-р Джей, Андрю Тони, Морис Чийкс и Боби Джоунс. Малоун става лидер на отбора и с 24.5 точки и 15.3 борби средно на мач за втора поредна година е избран за най-полезен играч в лигата. Преди началото на плейофите Малоун предвижда, че Филаделфия ще спечели титлата без да загуби и една среща. Филаделфия наистина печели титлата и губи само една среща по пътя си (срещу Милуоки Бъкс във финала на Източната конференция). Във финала е пометен с 4 – 0 победи шампиона Лос Анджелис Лейкърс. Малоун постига 26 точки 15.8 борби средно на мач в плейофите и е избран за най-полезен играч във финалите.
Малоун остава още три сезона във Филаделфия, но отборът не успява да се върне до финалите в лигата (през 1985 г. стига финал на Изток, но отсътпва с 1 – 4 пред Бостън).

### Последни години в НБА
Малоун играе до 1995 г. в НБА, като след Филадефия преминава през отборите на Вашингтон Булетс (1986 – 88), Атланта Хоукс (1988 – 91), Милуоки Бъкс (1991 – 93) и Сан Антонио Спърс (1994 – 95).
След 19 сезона в НБА Малоун приключва кариерата си с една шампионска титла (1983), три приза за най-полезен играч (1979, 1982, 1983), 13 участия в Мача на звездите (1975, 1978 – 1989), 4 пъти попада в идеалния отбор на лигата (1979, 1982, 1983 и 1985) и 4 пъти във втория отбор (1980, 1981, 1984 и 1987).
През 1991 г. Малоун е приет в Залата на славата на баскетбола. През 1996 г. е избран сред 50-те най-добри баскетболисти в историята на НБА.